# Ewa Felińska

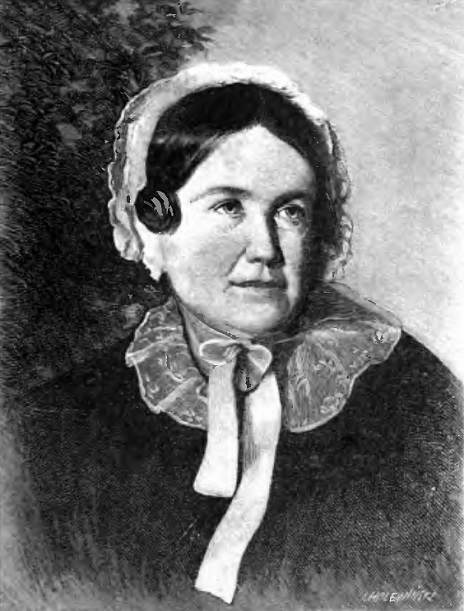
Portret Ewy Felińskiej

Ewa Felińska (ur. 26 grudnia 1793 w majątku Uznoha, zm. 20 grudnia 1859 w Wojutynie) – uczestniczka spisków niepodległościowych, zesłanka, autorka powieści obyczajowych i wspomnień z zesłania, matka Zygmunta Szczęsnego – przyszłego arcybiskupa warszawskiego.

## Życiorys
Ewa Felińska z domu Wendorff urodziła się w średniozamożnej rodzinie ziemiańskiej w majątku Uznoha w powiecie słuckim, na terenie dzisiejszej Białorusi. Jej ojcem był Zygmunt Wendorff (Wierzba-Wendorf) herbu Nabram, a matką Zofia Sągajłło. Zygmunt Wendorff należał do palestry nowogródzkiej. W 1811 osiemnastoletnia Ewa Wendorff poślubiła Gerarda Felińskiego, właścicielu dóbr Wojutyn na Wołyniu, brata Alojzego Felińskiego. Ewa Felińska była matką sześciorga dzieci, m.in. Zygmunta, przyszłego arcybiskupa metropolity warszawskiego. Po śmierci męża w 1833 Ewa Felińska przeniosła się z dziećmi do Krzemieńca, gdzie związała się ze Stowarzyszeniem Ludu Polskiego Szymona Konarskiego. Została osobą odpowiedzialną za prowadzenie korespondencji francuskiej Stowarzyszenia. W wyniku rozbicia siatki konspiracyjnej w 1839 Ewa Felińska została aresztowana i wyrokiem sądu zesłana na Syberię do Berezowa nad rzeką Ob. W Berezowie przebywała w latach 1839–1841, następnie przeniesiono ją do Saratowa nad Wołgą, w którym przebywała do 1844 roku. Zesłanie opisała we wspomnieniach.
Była autorką haseł do 28 tomowej Encyklopedii Powszechnej Orgelbranda z lat 1859–1868. Jej nazwisko wymienione jest w I tomie z 1859 roku na liście twórców zawartości tej encyklopedii.

## Dzieła
- Wspomnienia z podróży do Syberii, pobytu w Berezowie i w Saratowie (1852, Nakładem i drukiem Józefa Zawadzkiego, Wilno)[4][5][6].

Była autorką powieści
- Hersylia (1849)[7][8],
- Pan deputat (1852)[9][10],
- Siostrzenica i ciotka(1853)

oraz wspomnień 
- Pamiętniki z życia(1856)[11][12][13].

Elementy jej biografii zawierają książki: 
- Paulina, córka Ewy Felińskiej (wyd. Lwów 1885), autorstwa jej syna,
- Płomień na śniegu. Opowieść o Ewie Felińskiej i jej dzieciach, autorstwa Hanny Muszyńskiej-Hoffmannowej.